# Ворентон (Џорџија)
Ворентон (Џорџија) (енгл. Warrenton) град је у америчкој савезној држави Џорџија. По попису становништва из 2010. у њему је живело 1.937 становника.

## Демографија
Према попису становништва из 2010. у граду је живело 1.937 становника, што је 76 (3,8%) становника мање него 2000. године.
| Група             | 2000.         | 2010.         |
| Белци             | 590 (29,3%)   | 522 (26,9%)   |
| Афроамериканци    | 1.397 (69,4%) | 1.368 (70,6%) |
| Азијати           | 3 (0,1%)      | 16 (0,8%)     |
| Хиспаноамериканци | 14 (0,7%)     | 25 (1,3%)     |
| Укупно            | 2.013         | 1.937         |